# Аланапское сельское поселение
Аланапское се́льское поселе́ние — муниципальное образование в Верхнебуреинском районе Хабаровского края России. 
Административный центр — село Аланап.

## Население
| 2010 | 2011 | 2012 | 2013 | 2014 | 2015 | 2016 |
| ---- | ---- | ---- | ---- | ---- | ---- | ---- |
| 228  | →228 | ↘215 | ↘188 | ↘176 | ↘173 | ↘169 |
| 2017 | 2018 | 2019 | 2020 | 2021 |      |      |
| ↘166 | ↘159 | ↘151 | ↘134 | ↗180 |      |      |

## Населённые пункты
В состав поселения входят 2 населённых пункта:
| № | Населённый пункт | Тип     | Население |
| - | ---------------- | ------- | --------- |
| 1 | Аланап           | село    | ↘180      |
| 2 | Стройучасток     | посёлок | ↘0        |